# Альфа-Дельта-Фі
Альфа-Дельта-Фі (англ. Alpha Delta Phi ; ΑΔΦ) — північноамериканське грецьке студентське братство. Альфа-Дельта-Фі спочатку було засноване юристом Семюелем Ілсом як літературне товариство в 1832 році в Гамільтонському коледжі в Клінтоні, Нью-Йорк. Серед понад 50 000 випускників братства — колишні президенти і сенатори США, а також судді Верховного суду США.
Місія братства Альфа-Дельта-Фі полягає в тому, щоб забезпечити всебічний і позитивний особистий досвід для всіх студентів і випускників: соціальний, етичний, лідерський, схоластичний, громадський і літературний.

## Заснування
Альфа-Дельта-Фі було засновано студентом Гамільтонського коледжу Семюело Ілсом, який розчарувався в критеріях відбору до існуючих тоді літературних товариств у коледжі. Ілс вирішив створити нове товариство з обмеженим членством, засноване на «найвищих інтелектуальних і моральних ідеалах».

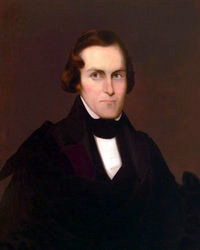
Портрет Семюела Ілса

29 жовтня 1832 року Ілс зібрав деяких членів студентських літературних товариств, серед яких був майбутній юрист, суддя та політик Джон Кертіс Андервуд та майбутній член Палати представників США Олівер Ендрю Морс. На цій зустрічі Ілс написав статут товариства, і разом з іншими присутніми розробив символіку братства. Пізніше того року до братства долучились інші учасники.
Коли Альфа-Дельта-Фі заснувало осередок братства в Університеті Маямі в 1832, воно стало першим братством, яке утворило осередок на захід від Аппалачських гір. Цей осередок передував утворенню трьох національних братств в Університеті Маямі, відомих в подальшому як «Маямська Тріада».
Братства Альфа-Дельта-Фі є статутним членом Північноамериканської міжбратської конференції (раніше відомої як Національна міжбратська конференція). Першим президентом Національної міжбратської конференції був Гамільтон В. Мейбі, член Альфа-Дельта-Фі та випускник Вільямс-коледжу 1867 року. Альфа-Дельта-Фі — це і суспільне братство, і літературне товариство. У рамках цієї діяльності Літературно-освітня фундація Семюеля Іллса надає освітні гранти та спонсорує щорічні літературні конкурси, які присуджують грошові винагороди.

## Номенклатура та знаки розрізнення

### Значок
Знак братства являє собою довгасту плиту із закругленими кутами, із зображенням на щиті з чорної емалі білого півмісяця із літерами Альфа, Дельта, Фі. Над півмісяцем зображена зелена зірка із золотим центром, а внизу — дата 1832, виконана в золотому кольорі. На звороті значка вигравірувано пам'ятник із схрещеними мечем і списом. Крім того, на зворотному боці значка вказуються ініціали та прізвище члена братства, осередок братства та рік випуску. Значок можна носити лише з костюмом і краваткою. Знак правильно носять на серці із рогами півмісяця, спрямованими на праве плече.

### Емблема
Емблема являє собою розділений вертикально на дві частини зеленого та білого кольорів герб, що складається з облямованого чорним кольором та всипаного перлами щиту. Між центральною частиною щита та краями є невелика золота лінія, яка не має особливого значення, окрім як лінія розділу. На щиті в точці пошани написані золотим кольором три грецькі літери: альфа, дельта та фі. Над щитом — зображений у профіль збройний шолом, звернений вліво, із закритим забралом. За щитом зображені меч і спис, обидва вістрями вгору, обидва перехрещені поперек. З під нижнього куту щита виходять дві золоті лаврові гілки, які обрамляють щит з обох сторін.
Під щитом зображена стрічка з девізом, на якій латинською мовою написано фразу Manus Multae Cor Unum, що означає «багато рук — одне серце».

### Пам'ятник братам по зброї
Статуя Братів по зброї є унікальним пам'ятником 2300 чоловікам братства з Канади та США, які служили в Першій світовій війні, і особливо 93 братам, які в ній загинули.

### Значок новачка
Значок новачка являє собою розділений вертикально на дві частини зеленого та білого кольорів герб. Правила носіння значка новачка встановлюються кожним осередком братства.

## Осередки
У 2024 році братство налічувало 33 діючих осередка та 2 колонії. Регіональній організації випускників братства — Середньозахідній асоціації Альфа-Дельта-Фі — 125 років.
Осередок Альфа-Дельта-Фі в Гамільтонському коледжі є третім найстарішим безперервно діючим осередком у системі братства Північної Америки та другим найстарішим Альфа-осередком.
Саме переважно членів Альфа-Дельта-Фі запросили в Єльському університеті приєднатись до топового старшого товариства університету Череп і кістки. Студенти Гарвардського університету сформували осередок Альфа-Дельта-Фі, але пізніше відокремились, щоб створити незалежний клуб.
Осередок Альфа-Дельта-Фі у Дартмутському коледжі став натхненням для створення американського фільму 1978 року Звіринець. У 1969 році дартмутський осередок відокремився від національної організації братства і створив незалежну грецьку організацію.
Півострівний осередок Мічиганського університету був заснований 5 серпня 1846 року і є найстарішим безперервним грецьким братством у студмістечку.

## Будівлі осередків

### Корнелльський осередок

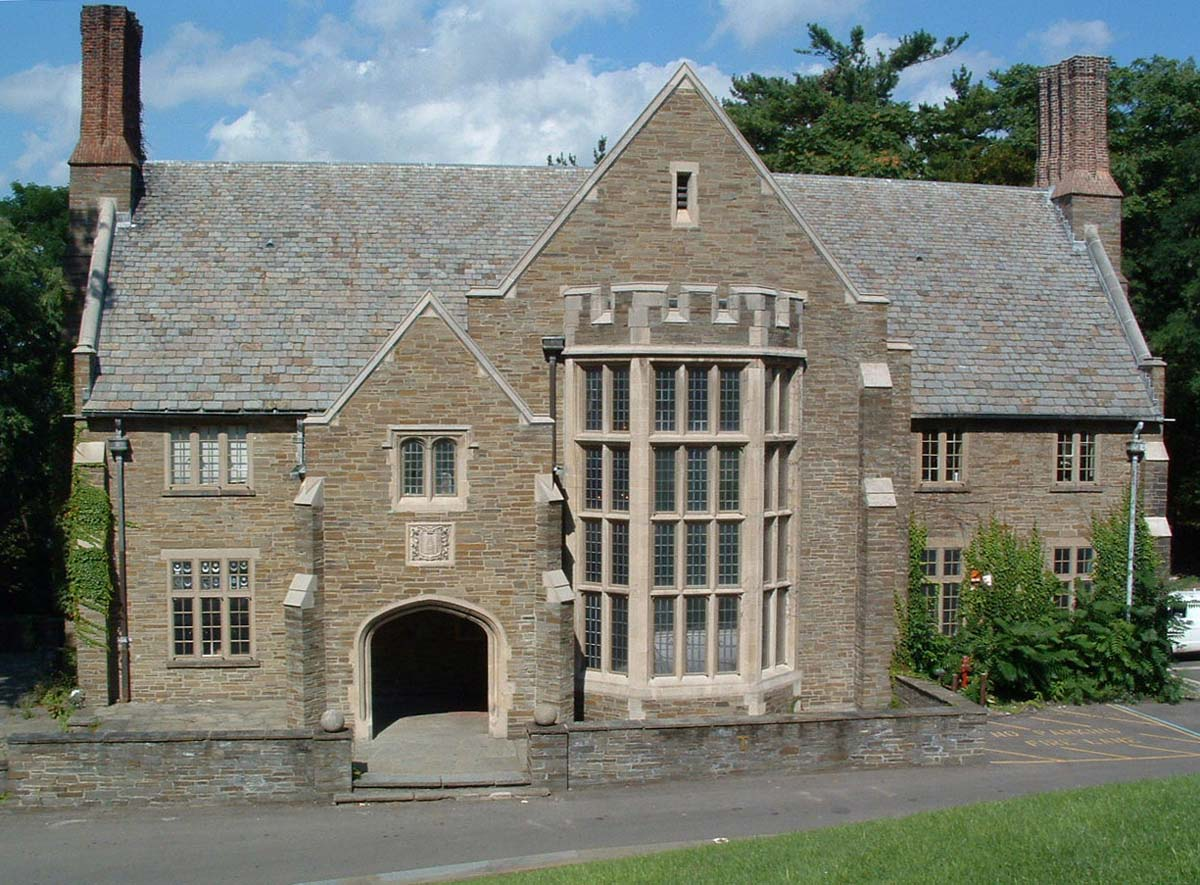
Будівля осередку братства в Корнелльському університеті, 2002

У 1877 році група випускників осередку Корнельського університету побудувала свій перший будинок для студентів братства. З тих пір осередок переїхав до іншого місця на території студмістечка — в будинок, спроектований відомим архітектором Джоном Расселом Поупом, але оригінальний будинок братства, спроектований і побудований Вільямом Генрі Міллером, все ще стоїть.

### Іллінойський осередок

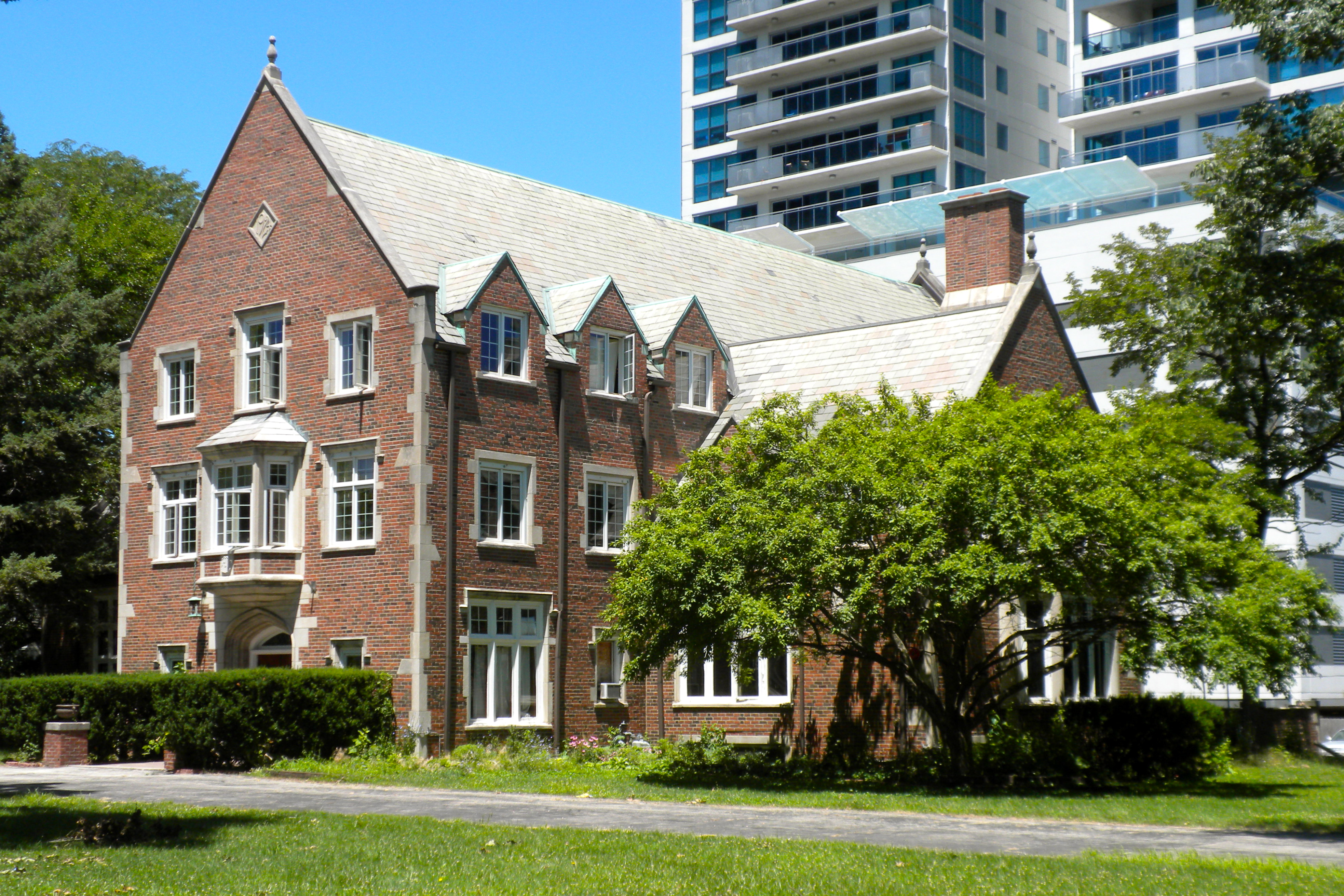
Будинок осередку в Іллінойському університету, нині демонтований

Перша будівля Іллінойського осередку буда зведена у 1924—1925 рр. Це був триповерховий будинок у стилі тюдорівського відродження, спроектований архітектор Ральфом В. Варні, членом Альфа-Дельта-Фі. Будівлю було внесено до Національного реєстру історичних місць 21 травня 1990 року. У 2018 році будівля була знесена.

### Півострівний осередок
Кам'яний будинок осередку Мічиганського університету був першим будинком братства, побудованим на території університетського студмістечка. Він був зведений у 1883 році, і в ньому проживали члени Альфа-Дельта-Фі, поки в 1910 році на тому ж місці не було побудовано нинішній будинок.

## Відомі члени
Станом на 2024 рік братство налічує 1521 активного члена та 53344 ініційованих члена.
Серед відомих членів братства:
- Самюел Адамс — американський політик та публіцист
- Фред Аптон — американський політик-республіканець, член Палати представників США
- Стівен Вінсент Бене — американський письменник-фантаст, поет
- Генрі Ворд Бічер — американський проповідник, публіцист, оратор, громадський діяч
- Семюел Блечфорд — суддя Верховного суду США
- Генрі Біллінґз Браун — суддя Верховного суду США
- Торнтон Вайлдер — американський письменник, лауреат Пулітцерівської премії
- Монті Вуллі — американський актор
- Роберт Гарретт — американський спортсмен, інвестиційний банкір і філантроп
- Елджер Гісс — американський держслужбовець, обвинувачений у шпигунстві на користь СРСР
- Олівер Венделл Голмс — американський теоретик та філософ права, суддя Верховного суду США
- Вільям Руфус Дей — американський політик-республіканець, 36-й Держсекретар США, суддя Верховного суду США
- Двайт Ф. Девіс — американський політик та спортсмен
- Джеймс Джордж — канадський дипломат, політичний та екологічний активіст, письменник
- Бейнбрідж Колбі — американський юрист і політик-демократ, Держсекретарем США за президента Вудро Вільсона з 1920 по 1921
- Роберт Ладлам — американський письменник
- Джеймс Рассел Ловелл — американський поет-романтик, критик, редактор і дипломат
- Генрі  Люс — американський журналіст, видавець, засновник журналу «Тайм»
- Фредрік Марч — американський актор театру та кіно, лауреат премії «Оскар»
- Вільям Мастерс — американський гінеколог і сексолог
- Девід Пакард — американський підприємець, співзасновник всесвітньо відомої компанії Hewlett-Packard
- Деніел Перл — американський журналіст, шеф південноазіатського бюро газети The Wall Street Journal, викрадений і вбитий у 2002 році
- Джон Девісон Рокфеллер-молодший — американський філантроп і одна із ключових фігур в родині Рокфеллерів
- Теодор Рузвельт — 26-й президент США
- Франклін Делано Рузвельт — 32-й Президент США
- Чарльз Ворделл Стайлз — американський паразитолог
- Бен Стайн — американський актор, письменник, юрист, і коментатор
- Гарлан Ф. Стоун — голова Верховного суду США (1941—1946)
- Франшо Тоун — американський актор 1920-60х років
- Едвард Манделл Хауз — американський політик, дипломат, радник президента Вудро Вільсона
- Салмон Чейз — голова Верховного суду США (1864—1873)
- Джордж Шираз — суддя Верховного суду США

## Фонд
Місія «Фундації 1832» (англ. 1832 Foundation) полягає в зборі фінансових ресурсів, забезпеченні сумлінного управління та залученні до високоякісних етичних практик на підтримку братства Альфа-Дельта-Фі та розвитку лідерства. Фонд прагне залишити спадщину, яка формує лідерів з хорошим характером і врівноважених чоловіків.
Фонд є самоврядною, звільненою від оподаткування корпорацією, заснованою в серпні 1961 року відповідно до Федерального податкового кодексу США. Він приймає пожертвування, а також надає гранти та позики осередкам, окремим особам і вищим навчальним закладам. Гранти призначені для сприяння інтелектуальним інтересам або досягненням за допомогою відповідних освітніх і літературних програм. Фонд має власну Раду директорів і функціонує незалежно від братства.

## Конвенція (з'їзд)
Кожен осередок відправляє на конвенцію (з'їзд) одного делегата, при цьому в кожного делегата є один голос. Конвенція проводиться щорічно в серпні під головуванням почесного голови, якого обирає Рада керуючих.
На з'їзді заслуховуються щорічні звіти керуючих, затверджується міжнародний бюджет, вирішуються конституційні питання.  Конвенція має апеляційну юрисдикцію щодо рішень Ради керуючих і осередків.

### Рада керуючих
З'їзд також обирає Раду керуючих. Одинадцять членів Ради обираються серед випускників на трирічний термін. Також щорічно до Ради обирається Студентський керівник. Строк повноважень керівників-випускників розподіляється в шаховому порядку, щоб забезпечити безперервність. Існують інші обмеження щодо того, хто може бути обраним, щоб гарантувати, щоб жоден регіон чи осередок не домінував в Раді.
Рада керуючих зазвичай проводить чотири регулярні засідання щороку. Одне з них проходить на з'їзді; інші проводяться в різних осередках восени, взимку та навесні.
Керуючі обирають президента, віце-президента, секретаря та скарбника. Президент, за погодженням з правлінням, може призначити помічника скарбника та голів комітетів, які можуть бути або не бути керуючими Ради. Студент-помічник секретаря обирається студентами-делегатами з'їзду. Рада керуючих призначає регіональних директорів для координації діяльності, що представляє інтерес для найближчих осередків і організацій випускників.

## Товариство
Братство — це ретронім, який зараз використовується для того, щоб відрізнити Братство Альфа-Дельта-Фі, членами якого є виключно чоловіки, від Товариства Альфа-Дельта-Фі, що включає гендерну категорію. В повсякденному житті братство називає себе просто «Альфа-Дельта-Фі».

### Угода про братство та товариство 1992 року
Брунонський осередок братства (Університет Брауна) вперше прийняв членів-жінок в листопаді 1973 року, після чого на національному з'їзді 1974 року було запропоновано або дозволити окремим осередкам приймати жінок, або зробити це в усьому братстві. Ці дебати часто були суперечливими, більшість осередків були проти, а деякі члени лобіювали повне прийняття жінок, але велика кількість членів бажала взагалі не приймати жінок або надати їм певну форму асоційованого членства. У 1992 році на 160-му щорічному з'їзді братства, що відбувся в Брейнерді, штат Міннесота, була укладена угода, яка дозволяла п'яти осередкам вийти з братства (Брунонський, Колумбійський, Мідлтаунський
(Весліанський університет), Стенфордський і Боудінський осередки) і створити власну організацію, що призвело до юридичного утворення двох окремих організацій, братства Альфа-Дельта-Фі, членами якого є лише чоловіки, і Товариства Альфа-Дельта-Фі, яку надало кожному зі осередків право визначати його гендерний склад.
Згідно з умовами цієї угоди, Братство і Товариство є повністю окремими та незалежними юридичними особами з окремими керівними органами. Обидві групи мають ліцензію на використання грецьких літер та інтелектуальної власності, таку як історія та пісні. Угода наклала обмеження на обидві організації щодо того, де вони можуть мати осередки, а також були обмеження на використання Товариством назви «Альфа-Дельта-Фі».

### Угода про братство та товариство 2017 року
12 серпня 2017 року на 185-му щорічному з'їзді Братства, що відбувся в Міннеаполісі, Міннесота, Братство та Товариство уклали нову угоду, яка замінила Угоду Братства та Товариства 1992 року. Нова угода зберегла початкові права двох незалежних і юридично окремих організацій на спільне використання грецьких літер, а також іншої інтелектуальної власності. Нова угода зняла всі обмеження щодо права Товариства на використання назви «Товариство Альфа-Дельта-Фі». Вона також усунула більшість обмежень щодо того, де кожна організація може мати осередки.
Товариство як національна організація є ґендерно-інклюзивним, і продовжує надавати своїм осередкам права визначати свої власні правила членства. Станом на сьогодні кожен осередок Товариства є організацією, що враховує гендерні аспекти.